# Campana, Korsika
För andra betydelser, se Campana, Korsika (olika betydelser).
Campana är en kommun i departementet Haute-Corse på ön Korsika i Frankrike. Kommunen ligger i kantonen Orezza-Alesani som tillhör arrondissementet Corte. År 2022 hade Campana 22 invånare.

## Befolkningsutveckling
Antalet invånare i kommunen Campana
Referens:INSEE